# Wildeshausen
Wildeshausen (en allemand: /vɪldəsˈhaʊ̯zn̩/, ? Écouter [Fiche]) est une ville allemande située en Basse-Saxe, chef-lieu de l'arrondissement d'Oldenbourg.

## Quartiers
| - Aldrup - Aumühle - Bargloy - Bühren - Denghausen - Düngstrup - Garmhausen - Glane - Hanstedt - Heinefelde - Hesterhöge - Holzhausen - Kleinenkneten - Lohmühle - Lüerte - Pestrup - Spasche - Thölstedt - Wiekau |

## Jumelages
- Évron (France)
- Hertford (Royaume-Uni)

## Divers
Le sentier du Jade passe par la commune.

## Personnalités liées à la ville
- Reinhold Brinkmann (1934-2010), musicologue né à Wildeshausen.
- Wilko Zicht (1976-), homme politique né à Wildeshausen.